# Nemastoma hermanni
Nemastoma hermanni is een hooiwagen uit de familie aardhooiwagens (Nemastomatidae). Het werd een junior subjectief synoniem van Nemastomella dipentata (Rambla, 1959) in Kraus (1961). Na 2023 de geldige combinatie is Nemastomella dipentata (Rambla, 1959).